# 공포의 휴가길 2
《공포의 휴가길 2》(영어: The Hills Have Eyes Part II)는 미국에서 제작된 웨스 크레이븐 감독의 1985년 공포 영화이다. 1977년 영화 《공포의 휴가길》의 속편이다. 태머라 스태퍼드 등이 출연하였고, 배리 칸 등이 제작에 참여하였다.

## 출연진
- 태머라 스태퍼드
- 케빈 블레어
- 로버트 휴스턴
- 이디스 펠로스
- 존 블룸
- 마이클 베리먼
- 제이너스 블라이스
- 페니 존슨
- 콜린 라일리
- 윌러드 E. 퓨
- 존 로클린
- 피터 프러솃
- 데이비드 니컬스
- 아든 로저 메이어
- 수전 러니어 (전편 촬영분)
- 버지니아 빈센트 (전편 촬영분)
- 제임스 휘트워스 (전편 촬영분)
- 랜스 고든 (전편 촬영분)
- 브렌다 매리노프 (전편 촬영분)
- 마틴 스피어 (전편 촬영분)

## 제작
1983년 초저예산으로 촬영되었으며, 자금 부족으로 제작이 조기 완료되었다.

## 기타 제작진
- 협력 제작: 조너선 데빈
- 의상: 테린 더첼리스
- 미술 자문: 롭 윌슨 킹